# Shihezi (häradshuvudort i Kina)
Shihezi (kinesiska: 石河子市, 石河子, 石河子乡) är en häradshuvudort i Kina. Den ligger i den autonoma regionen Xinjiang, i den nordvästra delen av landet, omkring 140 kilometer nordväst om regionhuvudstaden Ürümqi. Antalet invånare är 572 772.
Runt Shihezi är det tätbefolkat, med 476 invånare per kvadratkilometer. Shihezi är det största samhället i trakten. Trakten runt Shihezi består till största delen av jordbruksmark.
Genomsnittlig årsnederbörd är 252 millimeter. Den regnigaste månaden är november, med i genomsnitt 43 mm nederbörd, och den torraste är januari, med 9 mm nederbörd.